# Filomena Valenzuela Goyenechea

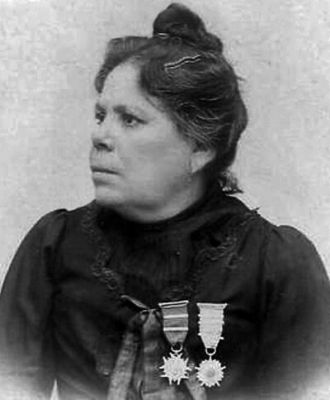
Filomena Valenzuela Goyenechea

Filomena Valenzuela Goyenechea (1848-1924) là một người lính Chile, được biết đến với tên gọi La Madrecita. Ban đầu là một cantinière, cô đến tham gia trực tiếp vào trận chiến trong Trận Pisagua, Trận Dolores và Trận Los Ángele trong Chiến tranh Thái Bình Dương.